# イェフゲニー諸島

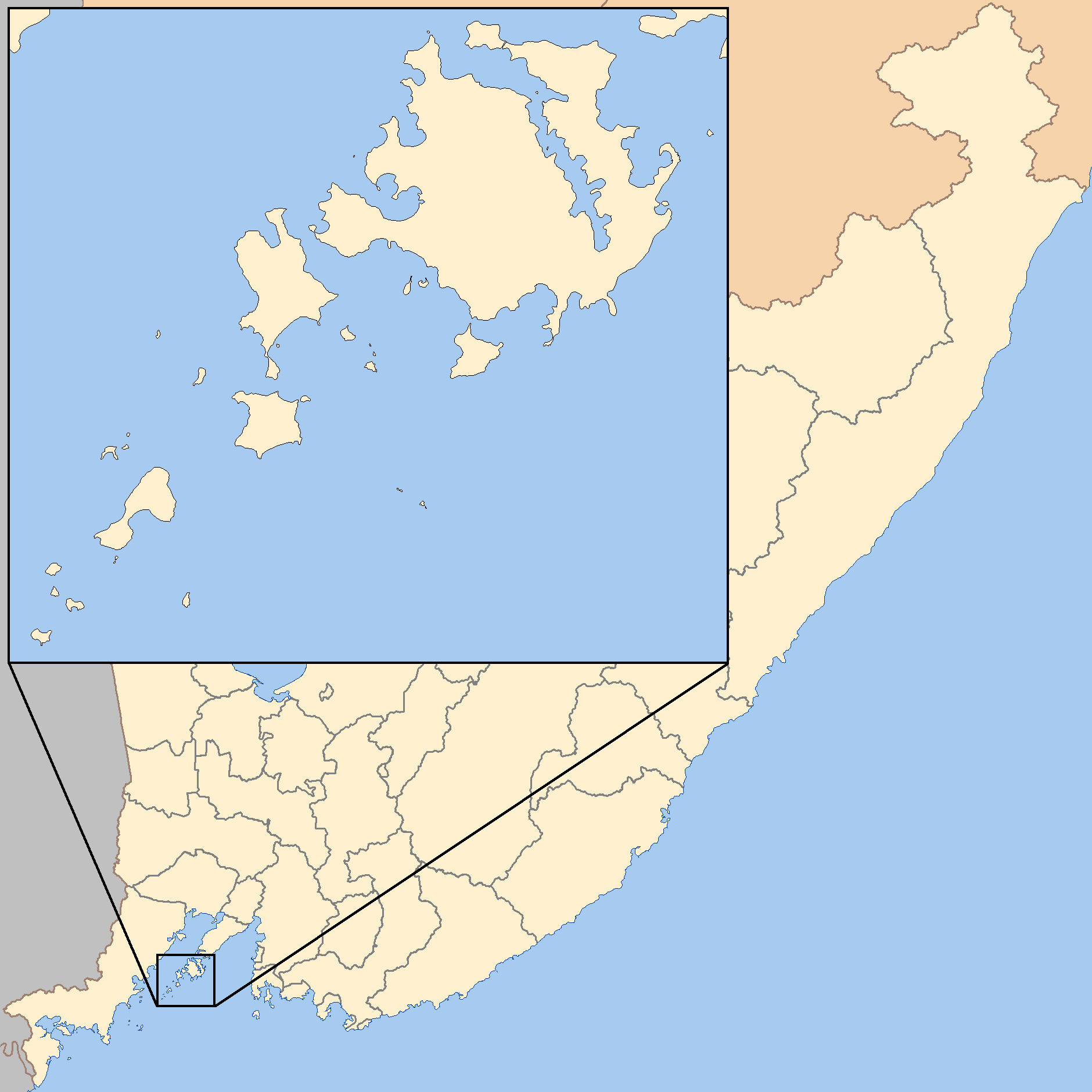
イェフゲニー諸島

イェフゲニー諸島（ロシア語: Архипелаг императрицы Евгении）とは、日本海北西部のピョートル大帝湾中央部にあるムラヴィヨフ＝アムールスキー半島の南沖に位置する諸島。ロシアの沿海地方に属する。諸島は、ウラジオストクの南方、リムスキー=コルサコフ諸島の北東に位置する。ウラジオストクの管轄下となっている。

## 名称
ナポレオン3世の妻であるウジェニー・ド・モンティジョが名前の由来である。現在の名前はソビエトの時代には用いられず、островами, расположенными южнее острова Русскийと呼ばれていたが、1994年から再び現在の名称が用いられるようになった。

## 地理
諸島は5つの大きな島（ルースキー島、ポポヴァ島、リコルダ島、レイネケ島、シュコット島）と多くの小さな島（ヤレナ島、ウーシ島など）と岩礁から構成される。最高点はルースキー島のRusskikh Mount (291 m)。

## 人口
諸島の人口は6,810人（2005年時点）。沿海地方の4つの有人島のうち3つはこの諸島に属する。

## ギャラリー

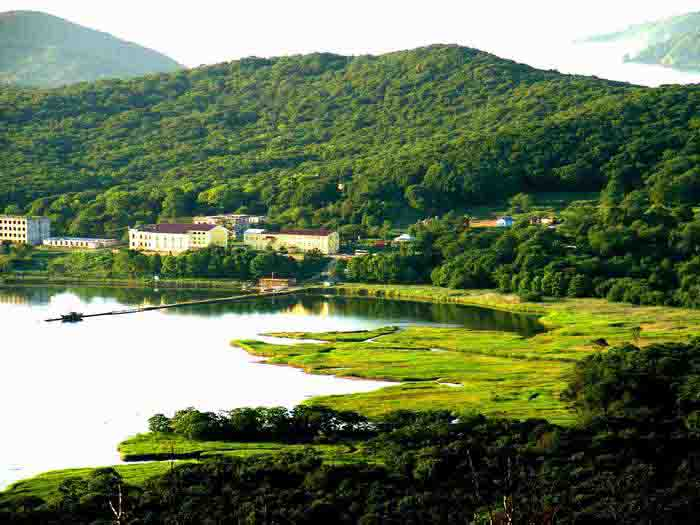
ルースキー島
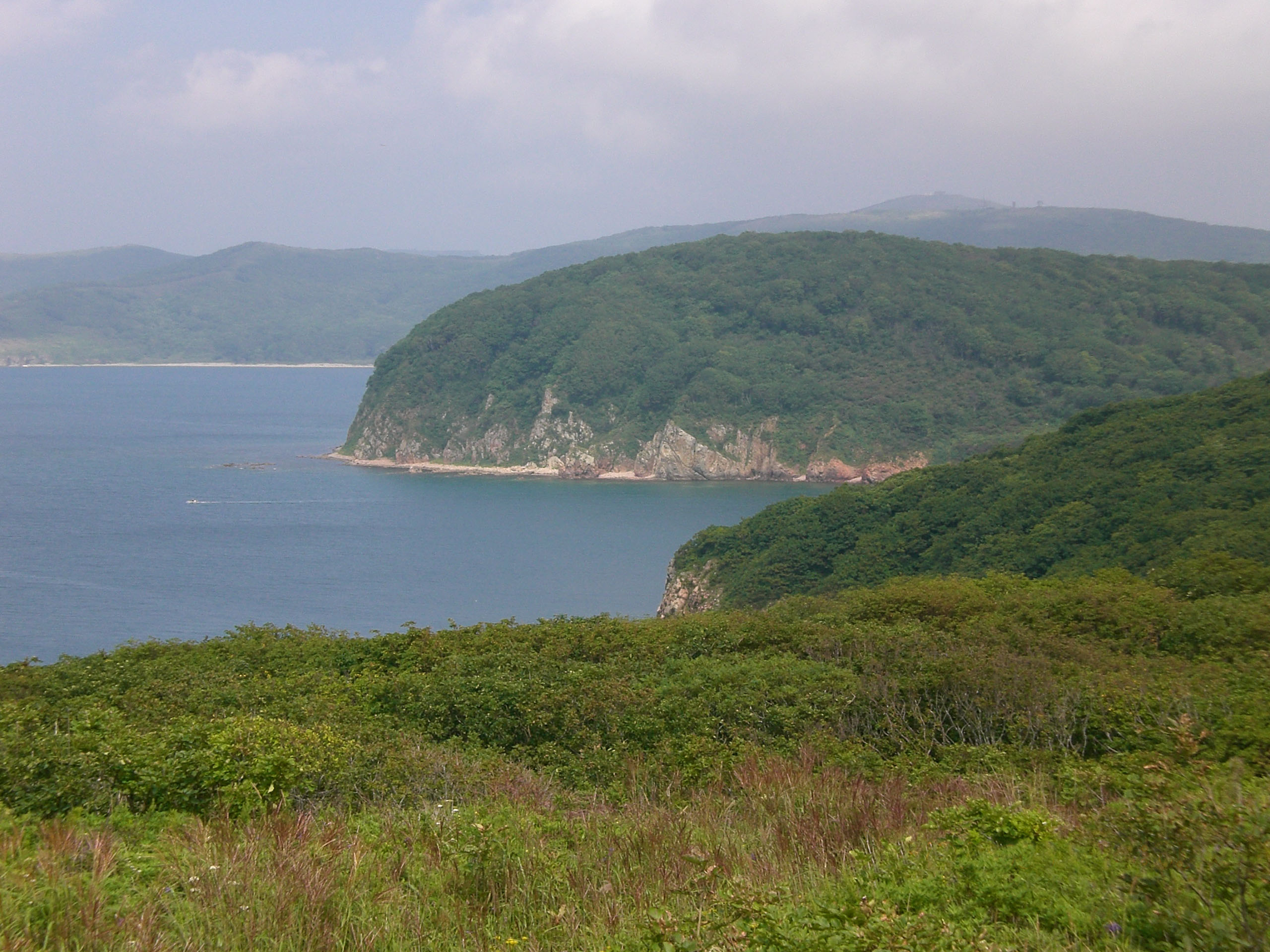
シュコット島
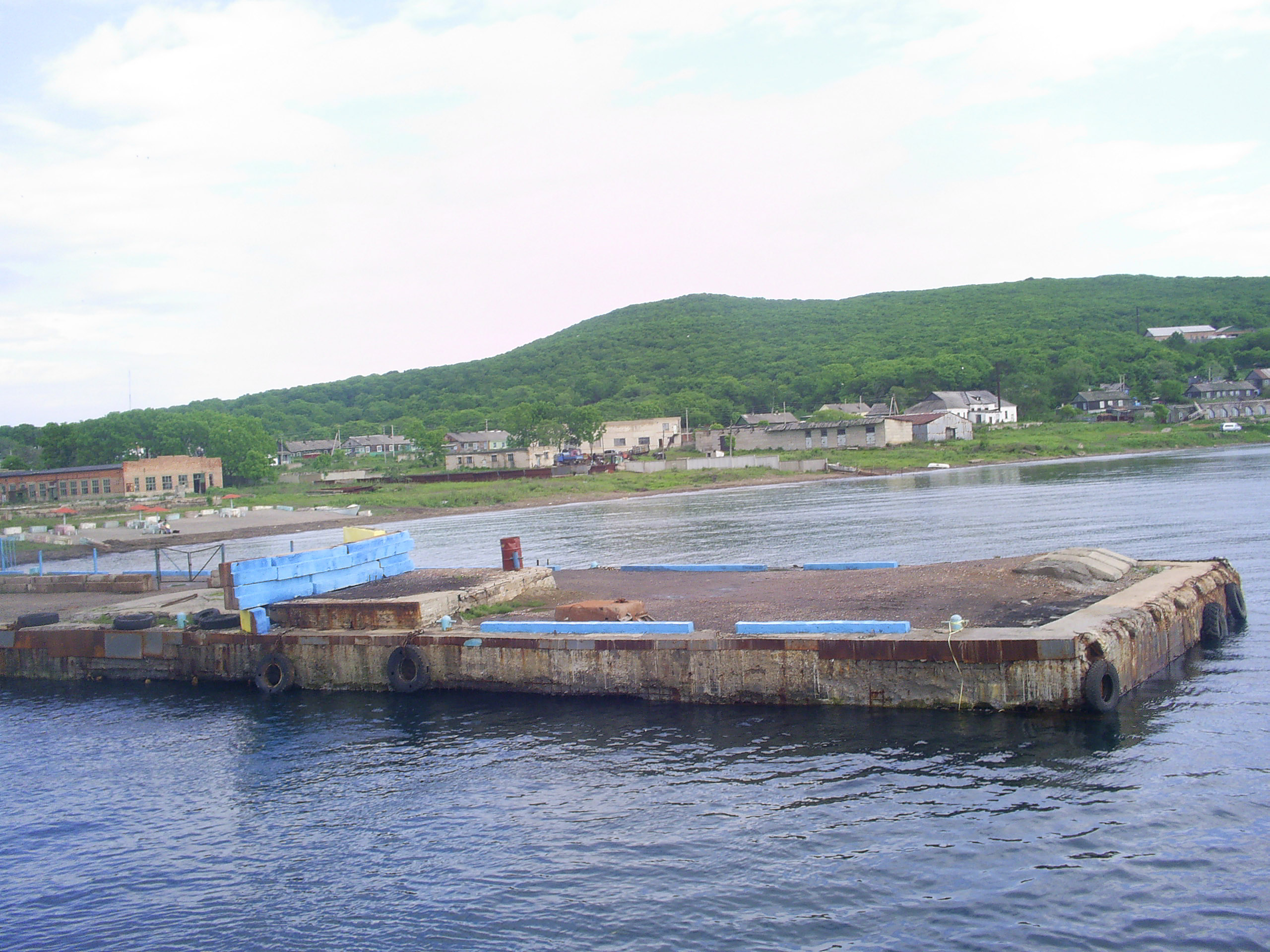
ポポヴァ島
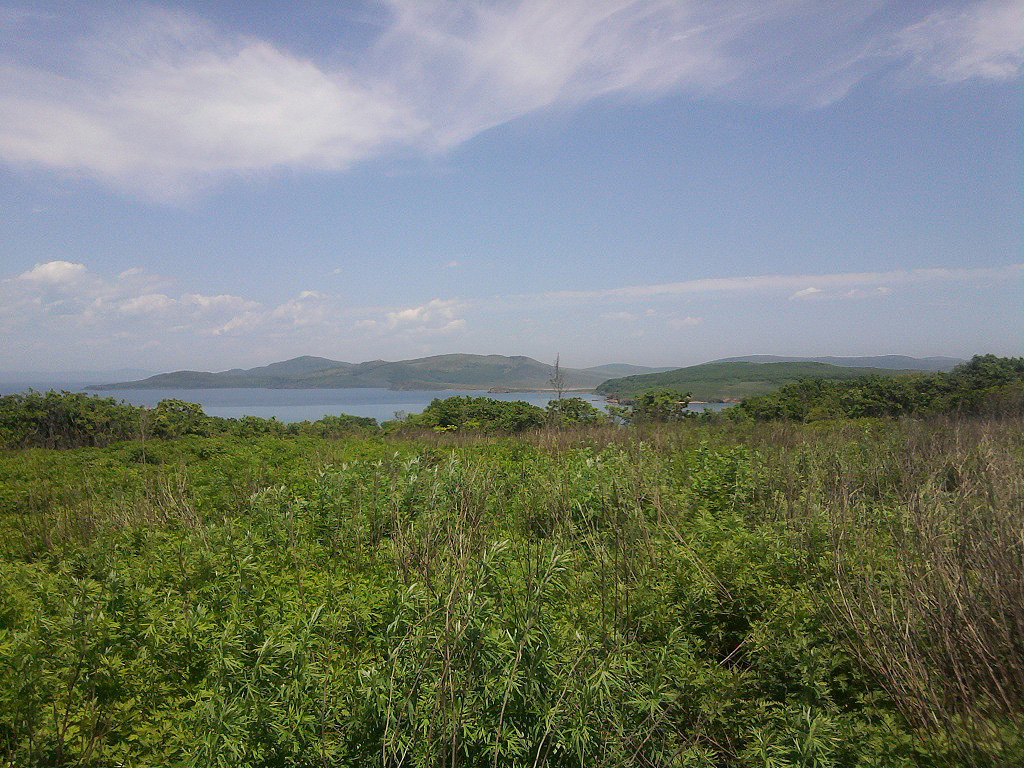
レイネケ島
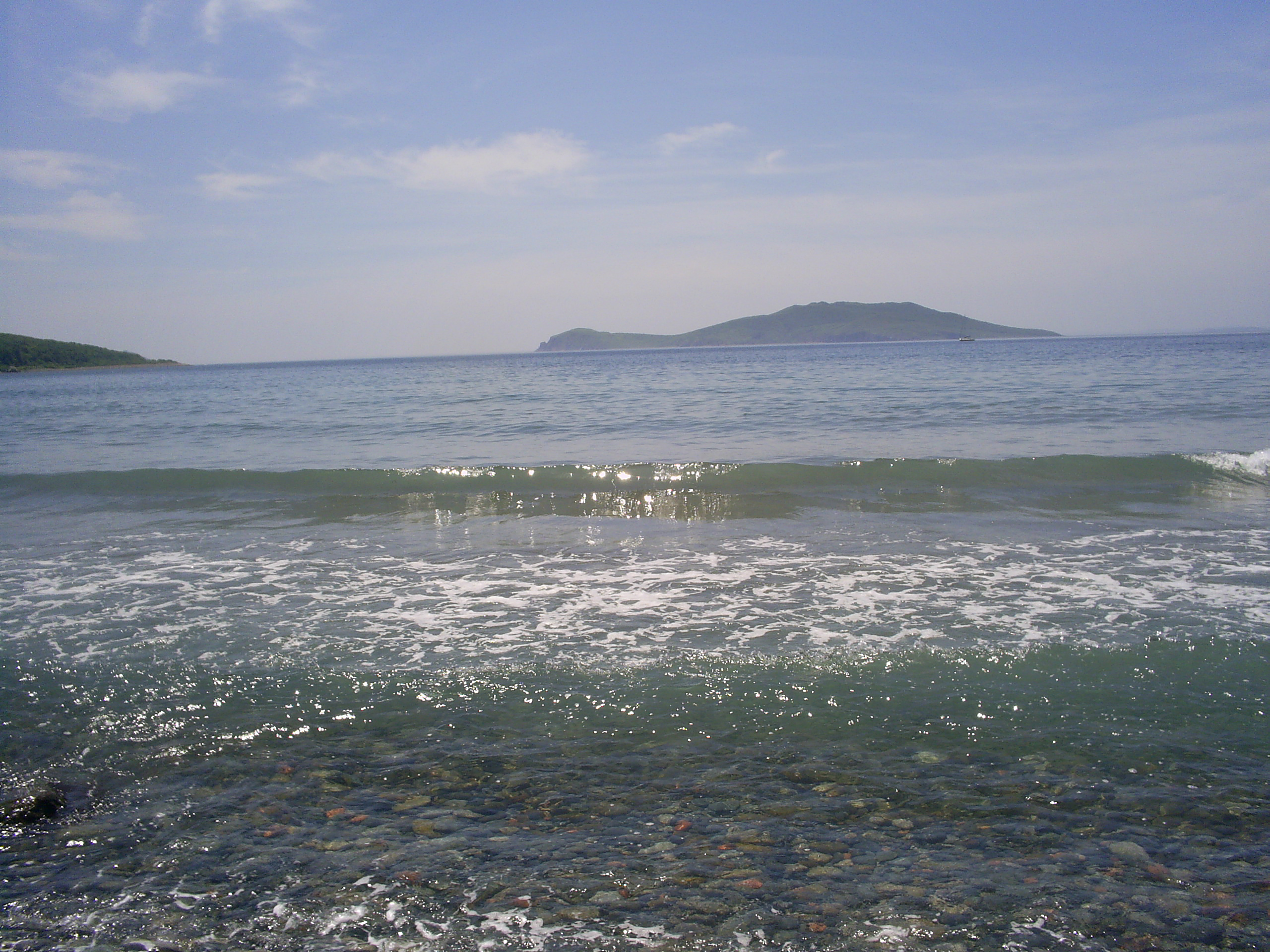
リコルダ島